# Breitenfeld, Altmarkkreis Salzwedel
Breitenfeld là một đô thị thuộc huyện Altmarkkreis Salzwedel, bang Saxony-Anhalt, Đức.